# Dôme de Bellefont
Le dôme de Bellefont est une montagne de France culminant à 1 975 mètres d'altitude sur la commune de Saint-Bernard, dans le département de l'Isère. Le dôme de Bellefont est situé à proximité du sommet de la même chaîne nommé piton de Bellefont (1 958 m).
L'ascension la plus facile se fait du côté est de la montagne (par le col de Bellefont).
Le dôme de Bellefont fait partie du massif de la Chartreuse.